# Distretto di Tuchola
Il distretto di Tuchola (in polacco powiat tucholski) è un distretto polacco appartenente al voivodato della Cuiavia-Pomerania.

## Geografia antropica

### Suddivisioni amministrative
Il distretto comprende 6 comuni.
- Comuni urbano-rurali: Tuchola
- Comuni rurali: Cekcyn, Gostycyn, Kęsowo, Lubiewo, Śliwice